# مدزیلابرتسه
مدزیلابرتسه (به مجاری: Mezőlaborc) یک شهرک با جمعیت ۶٬۶۱۶ نفر که در Medzilaborce District، اسلواکی واقع شده‌است.

## نگارخانه

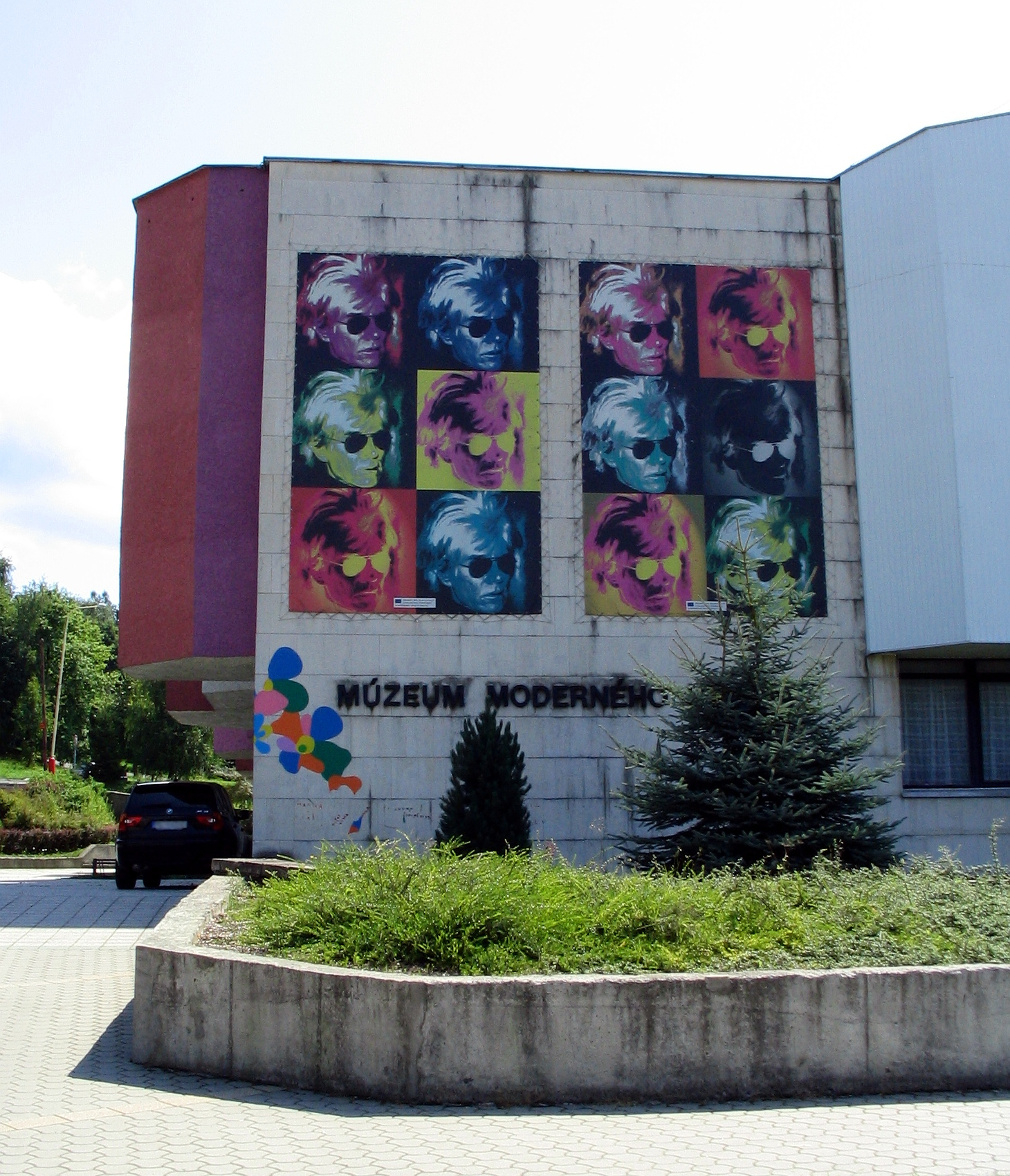
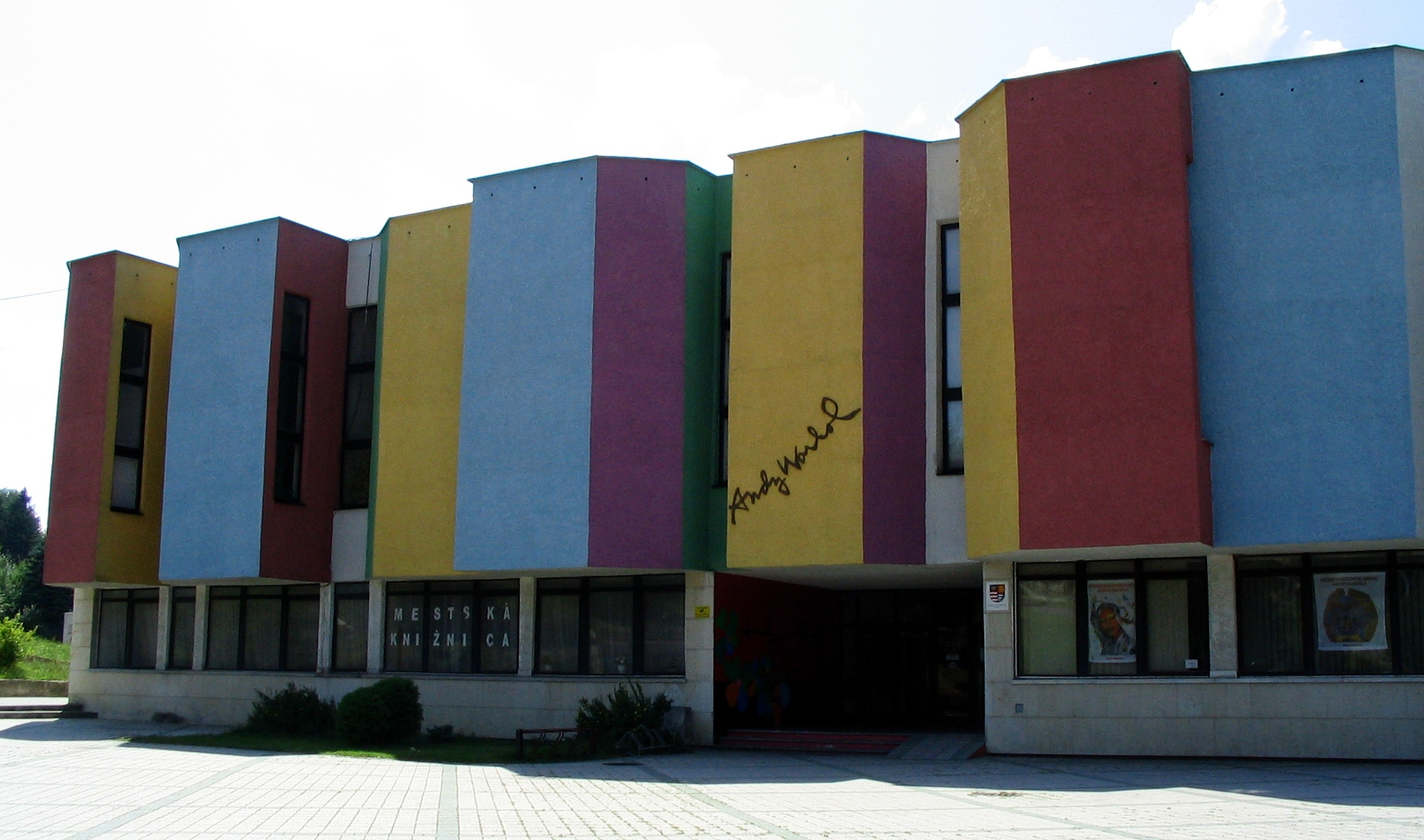
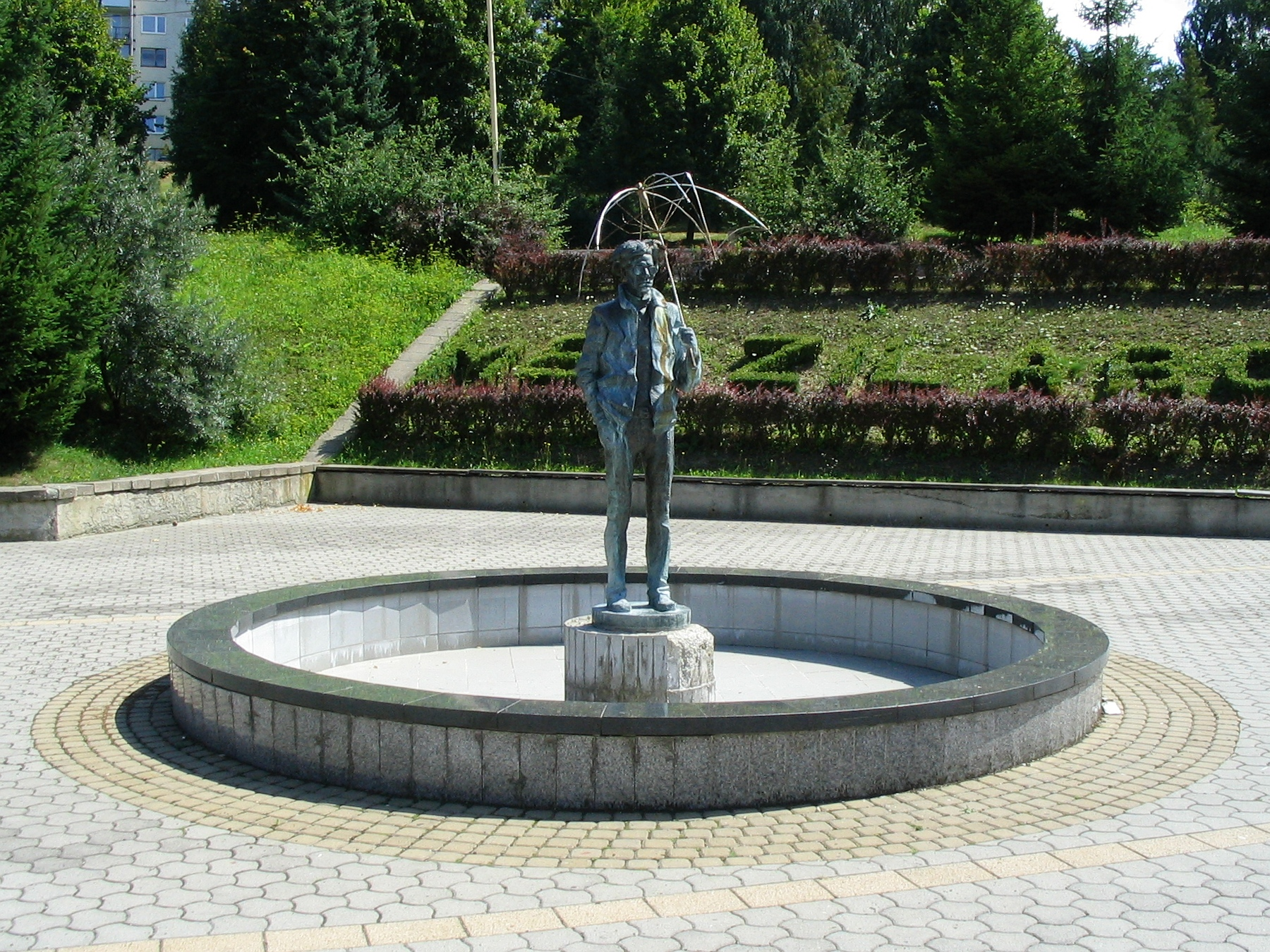
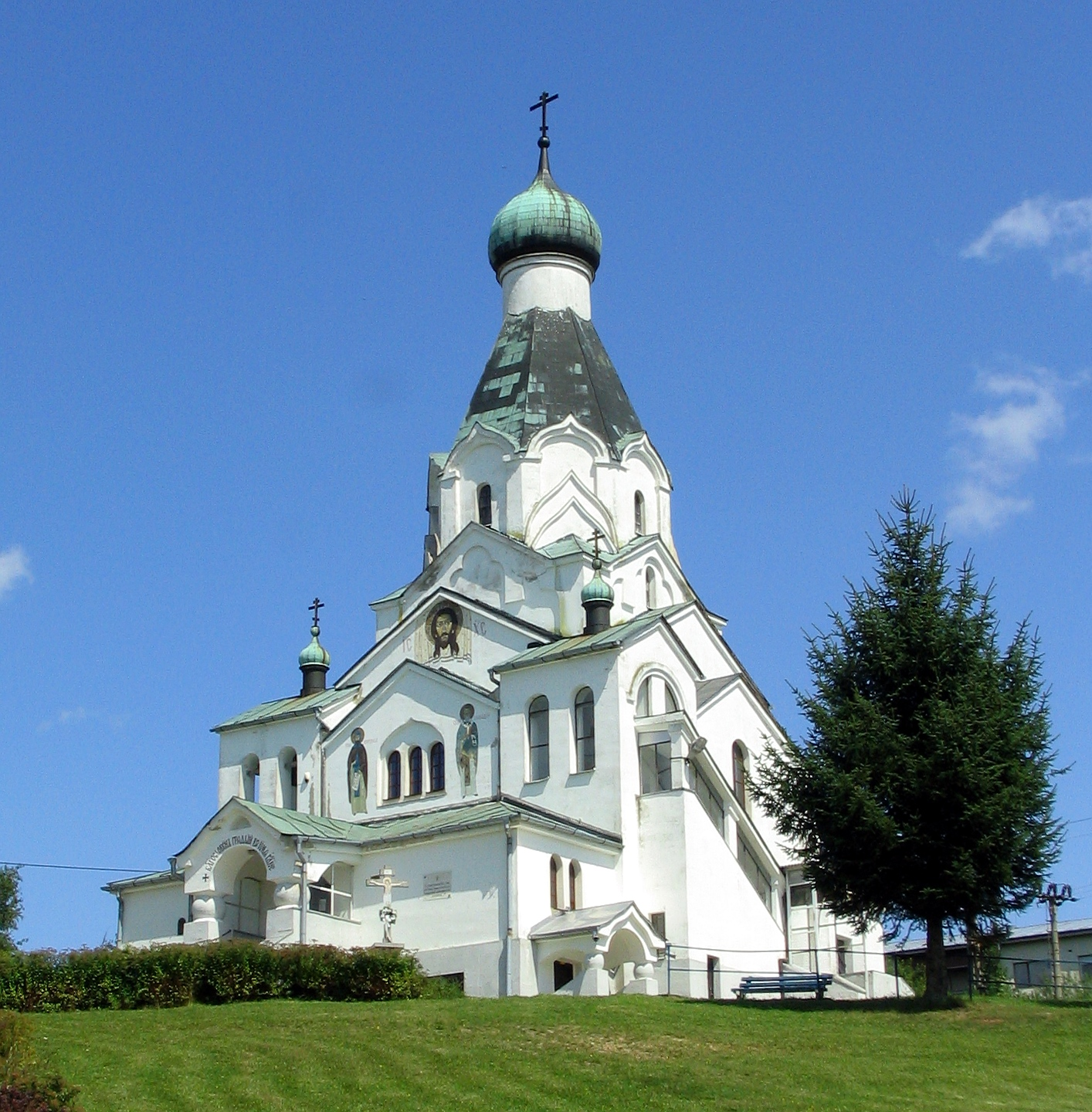